# Lu Brezhon
Lu Brezhon (Exèrcit Bretó) fou una organització armada bretona formada l'estiu del 1940 a partir del Kadervenn per Célestin Lainé. Va proposar el seu establiment en el Comitè Nacional Bretó a Pontivy el juliol de 1940. S'emparà del castell dels Rohan i intentarà fer-ne el quartel general, però l'oposició popular el va fer traslladar-lo al mas de Ker Riou a Gouezec, vora Pleyben, a proposta d'Olier Mordrel tot i que les accions i la presència del grup suscitaren una forta oposició de la població local. Aleshores eren uns 40 i s'oposà totalment a que el Partit Nacional Bretó controlés la unitat- 
Amb les armes amagades i aconseguides dels alemanys, el 1941 convocà un pendall (estat major), amb seu a Rennes, i subdividí l'organitzaació en un cert nombre de bodoù (unitats de base) de 5 homes cadascuna sota la direcció d'un kentour (caporal). Alhora, quatre bodoù constituïen un ker, dirigit per un kerrenour (tinent). Disposava de 15 centres de reclutament i instrucció repartits per Bretanya: Rennes, Nantes, Quimper, Saint-Brieuc, Gwened, Lannion, Guingamp, Ploërmel, Châteauneuf-du-Faou, Landerneau, Plouguerneau, Landivisiau i París. Completava l'estructura un Kevrenn ar Surentez (Grup de seguretat), encarregat d'assegurar la policia i protecció de l'organització, i un tribunal militar a Saint Brieuc presidit per un professor de dret adepte intransigent del nacionaloisme bretó. Lainé i els tinents s'encarregaven de donar instrucció militar derivada dels manuals d'infanteria i cavalleria francesos, alhora que l'ús de comandos ultraràpids s'inspirava en l'IRA.